# گل محمد (کلیدر)

جسد گل محمد (نفر وسط) پس از کشته شدن به همراه سر بریده خان‌عمو و برادرانش، ۱۳۲۳ در سبزوار

گل محمد یا گل محمد کلمیشی که در گویش سبزواری به گُل‌مَمَد معروف است ، نام شخصیت اصلی رمان کلیدر، نوشته محمود دولت‌آبادی است. دولت‌آبادی، رمان کلیدر را بر اساس سرگذشت واقعی گل محمد کلمیشی و برادران او نوشته است. در سبزوار،گل محمد کلمیشی و برادرانش به گل محمد‌ها (گل‌ممدا) مشهور هستند. 

## از تاریخ تا داستان
آنچه در بررسی داستان گل محمدها باید مورد توجه قرار گیرد تفاوت تاریخ و داستان است. 
واقعه یاغی شدن و سپس سرکوب گل محمد و یارانش توسط حکومت وقت، از دو منظر قابل بررسی است. نخست وجه تاریخی ماجراست که در سبزوار اتفاق می افتد و شرح خود را دارد و وجه دوم جنبه ی داستانی ماجرا است که دولت آبادی بر اساس واقعیت تاریخی ، داستان کلیدر و گل محمد ها را مینویسد. پس بی‌شک بین دو وجه شخصیت حقیقی گل محمدها با وجه داستانی شخصیت‌ها تفاوت وجود دارد. این در حالی است که تقریبا تمام خوانندگان رمان کلیدر بعد از خوانش اثر گمان می کنند این ماجرا عین واقعیت تاریخی است در حالی که هنگام خواندن کلیدر خواننده صرفا با اثری هنری و داستانی مواجه است که در قسمت‌هایی با روایت تاریخی همپوشانی دارد و در بخش‌هایی چنین نیست.

## واقعیت تاریخی گل محمد کلمیشی
گل محمد، مردی از طایفه کردهای کرمانج خراسان بود که در روستای سوزنده شهرستان خوشاب سبزوار زندگی می کرد. وی که از گرفتاری های معیشتی و نداری و فقر و ظلم اربابان وقت به ستوه می آید به همراه برادران خود قیام کرده و در اصلاح یاغی می شود. گل محمد و یارانش در کوه ها ساکن می شوند و گاه گاه به اموال و گله های اربابان یورش برده و غارت می کنند. بنا بر نقل سالخوردگان منطقه تفاوت گل محمد با سایر یاغیان در این بود که او به اموال مردم تهی دست و ضعیف دست درازی نمی کرد و تنها با اربابان درافتاده بود. البته گل محمد ها بعضا با اربابانی هم رابطه دوستانه و رفاقت داشته اند مثل علی اکبر دهنه ای که ارباب زعفرانیه بوده است. اربابان محلی و شهری سبزوار در نهایت دست به یکی کرده و از حکومت می خواهند این گروه یاغی را سر به نیست کند. حکومت ابتدا توسط رابطان خود به گل محمد ها پیشنهاد امان نامه می دهد و آنان را به روستای زعفرانیه می کشاند ولی در عمل آنان را گیر انداخته و پس از تعقیب و گریز در حوالی منطقه سنگرد قتل عام می کند. سرهنگ بکتاش فرماندهی عملیات درگیری با گل محمد ها را به عهده دارد. پس از کشته شدن گل محمد ها جنازه ها به سبزوار آورده می شود و برای عبرت مردم اجساد کشته شدگان یک روز در محل کنار دیوار پادگان عرب ها (مابین میدان دروازه عراق و چهارراه بازار روز فعلی سبزوار) به نمایش گذاشته می شود. این غائله در سال ۱۳۲۳ شمسی اتفاق می افتد.

### انتقام خون گل محمد
در ماجرای قتل برادران کلمیشی تنها برادر بزرگتر (خان‌محمد) موفق به فرار می‌شود و از معرکه جان سالم به در می برد. او به عتبات (کربلا) رفته و پس از حدود دوازده سال برمی‌گردد و در تلفن‌خانه زعفرانیه ارباب‌دهنه‌ای را به قتل می‌رساند  و انتقام خون برادرش را می گیرد. سپس دولت وقت به خان‌محمد امان‌نامه می دهد و او در کلاته‌ای کوچک به نام (کلاته‌حسن) در جنوب روستای زعفرانیه سبزوار ساکن می شود و در آنجا خانه‌ای می‌سازد. پس از مدتی سرانجام بر اثر انتقام جویی‌های قدیمی و درگیری‌های کهنه، خان‌محمد در منزل خودش در کلاته‌حسن توسط فردی به نام قنبر‌خان با تفنگ گلوله‌زنی ورندل کشته می‌شود.

## خانواده
خانواده گل‌محمد که درگیر مسئله یاغی شدن هستند شامل: برادران ، عمو ، مادر و داماد خاله‌اش می‌شوند.

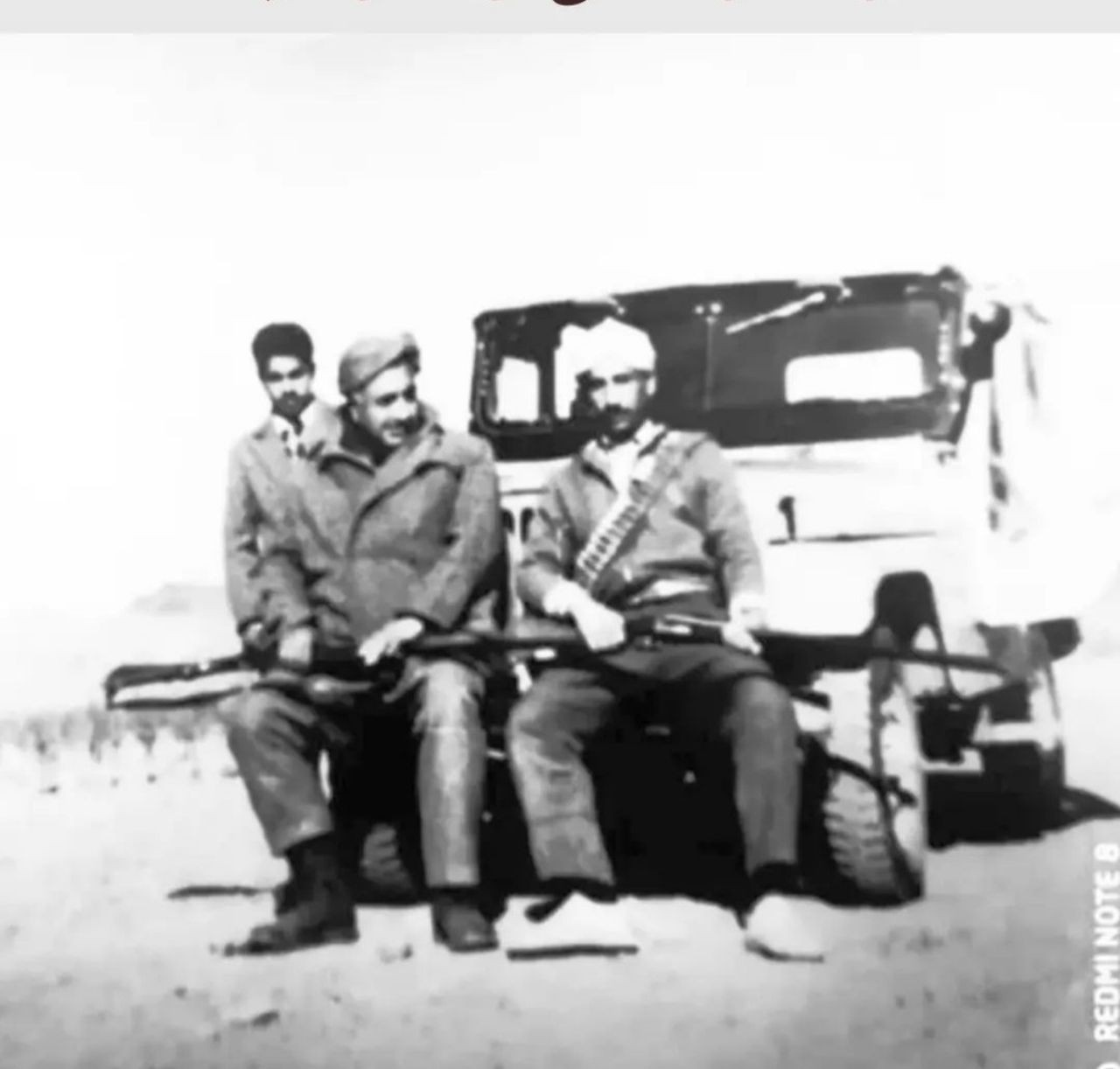
گل محمد کلمیشی (نفر سمت چپ) در کنار علی اکبر دهنه ای ارباب روستای زعفرانیه (نفر سمت راست) نشسته روی سپر جیپ. عکس حوالی سال های 1321-1323. نفر سوم تصویر احتمالا از پیشکاران و خدمتکاران ارباب زعفرانیه است.

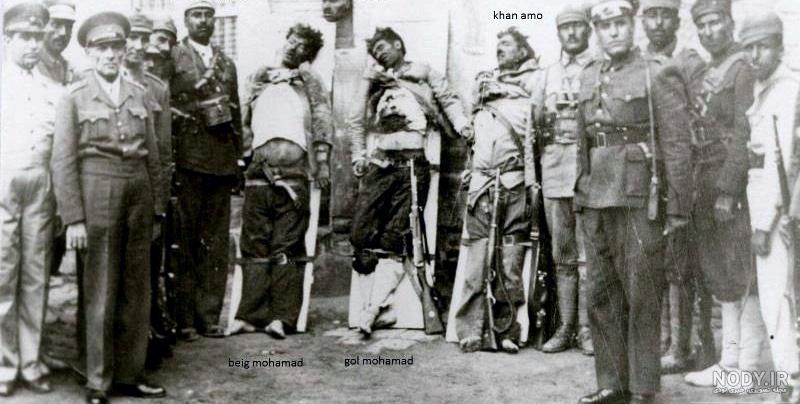
نمایش جنازه گل محمد ها در سبزوار. جنازه وسط گل محمد - جنازه سمت چپ صبرو یا صبرخان داماد خاله گل محمد - جنازه سمت چپ بیگ محمد-بین جنازه بیگ محمد و گل محمد ، سربریده شده ی خان عمو - (به دلیل هیکل درشت و سنگین خان عمو جنازه را به سبزوار نمی آورند و فقط سر او را بریده و به نمایش میگذارند.) نظامی جلو سمت چپ تصویر سرهنگ بکتاش است.

خان‌محمد: برادر بزرگتر 
بیگ‌محمد: برادر کوچکتر
علی‌جان: عمو
بلقیس: مادر 
صبرخان: داماد خاله 

## جایگاه گل محمد در فرهنگ عامه
ماجرای ترانه ننه گل محمد:
در پی قتل گل‌محمدها و به نمایش گذاشتن اجسادشان در کنار دیواری در سبزوار ، مادر گل محمد که تاب این داغ را ندارد، بنا به روایت‌های محلی، مشاعر خود را از دست می‌دهد و با دایره در شهر می‌گشته و برای پسران کشته شده و جوانش مرثیه‌خوانی می‌کرده است. ترانه فولکلور "ننه گل ممد" که بارها اجرا و بازخوانی شده، شعری بوده است که مادر گل محمد در رثای پسر خود می‌خوانده است. این ترانه میان عامه مردم خراسان و به ویژه ایلات و عشایر خراسان رواج دارد و در جایگاه سوگ سروده و لالایی نیز خوانده می شود. این ترانه به گویش محلی سبزوار سروده شده است. در طول زمان به این ترانه ابیاتی اضافه شده که این ویژگی ادبیات فورکلور است، ولی مشهورترین روایت آن چنین است:

صد بار گفتم همچی مکو - ننه گل ممد (صد بار گفتم این کار را نکن)

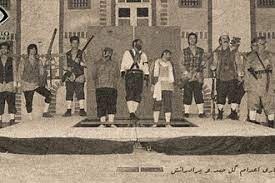
تصویری از آخرین پرده نمایش گل محمد که سال 1388 به کارگردانی حسین شمس آبادی در سبزوار اجرا شد

زلفای سیا ر قیچی مکو - ننه گل ممد (زلف های سیاه را قیچی نزن )
صد بار گفتم پلو مخار - ننه گل ممد (کنایه از هم نشین نشدن با بزرگان و اربابان)
ور دور کوه‌ها تٌو مخار -  ننه گل ممد ( خودت را آواره کوه و بیابان نکن)

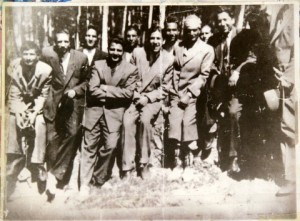
تصویری منصوب به خان محند کلمیشی برادر بزرگ گل محمد. (فرد شال پیچیده در سمت راست تصویر)

صد بار گفتم یاغی مرو - ننه گل ممد ( صدبار گفتم یاغی و شورشی نشو)
رفق الداغی مرو -  ننه گل ممد (دوست و همنشین الداغی‌ها نشو؛ الداغی ارباب معروف و نامدار سبزوار و از مسببان کشته شدن گل محمد)
امروز که دور دورونس _ ننه گل ممد (امروز که روزگار به مدار و قرار گشته است)
اسب سیات د جٌولونس - ننه گل ممد (اسب سیاه تو در حال تاخت و تاز است؛ جٌولو: جولان دادن)
ای جٌولونا همیشه نیس- ننه گل ممد (جولان دادن اسب تو همیشگی نیست)
اسب سیات د بیشه نیس - ننه گل ممد (اسب سیاه تو دیگر در بیشه زار نیست)
وصف شما د ایرونس - ننه گل ممد (وصف شما و کارتان در ایران پیچیده است)
عکس شما د تهرونس - ننه گل ممد (عکس مشهور جنازه های شما برای سران دولت به تهران ارسال شده است)
کو جَرق و جَرق شمشیرت - ننه گل ممد (صدای شمشیر زدنت کجاست ؟؛ جَرق جَرق: واژه آوایی: صدای آهن بر آهن)
کو تَرق و تَرق هف تیرت - ننه گل ممد (صدای شلیک هفت تیرت کجاست ؟؛ تَرق تَرق : واژ آوایی : صدای شلیک)
کو اتاقت کو اجاقت - ننه گل ممد (اتاق و اجاق تو چه شد ؟؛ کنایه از بی خانه و بی نان شدن/در به در شدن)
کو بٌرارای قولچماقت - ننه گل ممد (برادران قوی هیکل و درشت اندام تو چه شدند؟)
گل محمدم د خٌو بیه - ننه گل ممد (گل محمد من خواب بوده است)
تفنگشم برنو بیه - ننه گل ممد (تنفگ او برنو بوده است)
او تخمرغای لای نونت - ننه گل ممد (تخم مرغ های آماده شده برای خوردن)
آخر نرف نیش جونت - ننه گل ممد ( آخر توسط تو خورده نشد؛ کنایه از به خواسته ات نرسیدی)
قت بلندت شیون رف - ننه گل ممد (قد بلند و رعنای تو در هم شکست)
زن قشنگت بیوه رف - ننه گل ممد (همسر زیبایت بیوه شد)
الای بمیره قاتلت - ننه گل ممد (خداکند که قاتل تو بمیرد)
خٌنٌک رِوِ دل مارت - ننه گل ممد ( تا بلکه دل مادرت کمی آرام بشود)

## گل محمد در جایگاه نماد
رفته رفته گل محمد تبدیل به نمادی از ظلم ستیزی و عدم پذیرش ظلم و ستم تبدیل شده است. از طرفی داستان گل محمد ها چون در جنبه های مختلف زندگی روایت شده، تبدیل به درامی عاشقانه، حماسی و تراژیک شده است که بارها و بارها از آن در تئاتر ها، موسیقی ها، داستان ها و اشعار یاد می شود.